# Postreiter

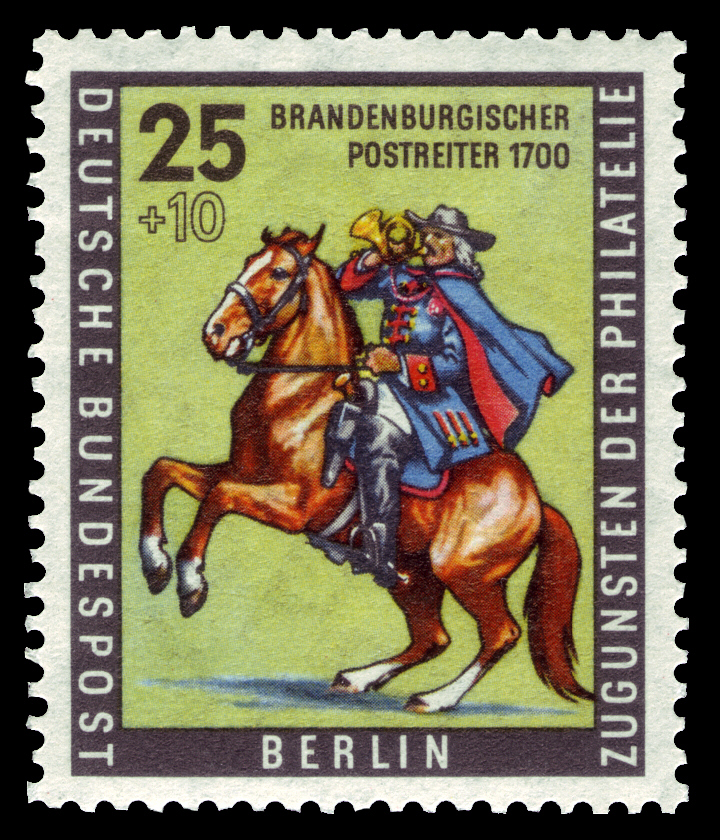
Briefmarke (1956) mit einem Brandenburgischen Postreiter um 1700

Als Postreiter, im älteren Sprachgebrauch auch Postknecht,  bezeichnet man einen anfangs in einer Herberge, später auf einer Poststation stationierten Reiter, der die empfangenen, verschlossenen und versiegelten Felleisen oder Briefpakete zu einer benachbarten Poststation transportierte oder von dort abholte. Postreiter waren auch im Kuriergeschäft und im Postreiseverkehr tätig, indem sie einen „postierenden“ Reisenden zur nächsten Poststation auf den so genannten Postkursen begleiteten.

## Die Anfänge

Briefmarke der Deutschen Bundespost Berlin (1990) zum 500-jährigen Bestehen Europäischer Postverbindungen (Abbildung: Der kleine Postreiter von Albrecht Dürer)

Die erste Erwähnung von Postreitern findet sich in der von Heinrich Löhlin aufgezeichneten Memminger Chronik aus dem Jahr 1490:
Item inn dem Jar legt der Römische König reitbotten
von dem land ostereich, biis in das Niderlandt, biis in
franckrich auch biis gehn Rohm, und lag allweg ein potten
5. meils weeg von einander, es lag einer zu Kembten,
einer zu Bleß, unnd einer an der brugg zu Elchingen allso
fort Immerdar 5 meil weegs von einander unnd must al „
weeg ein Pot des anderen warten unnd so bald der ander zu ihm
ritt, so bließ er ein hörnlin das hort ein bott der in der Herberg
lag, unnd must gleichauff sein. es must iegelicher alle stundt
ein meil reiten, oder es ward im an seinen lohn abgetzogen, so „
vil es gesezt was, unnd muste reitten tag und nacht, allso
kam ein Briieff von Memingen gehn Rhom offt in 5 tagen, waz
das auf im hatt, waiß ich nit.
Da eine lange Meile etwa 7,5 km entsprach, betrug der Abstand von Wechselstation zu Wechselstation im Jahre 1490 noch 37,5 km. Ein Postreiter legte demnach in einer Stunde eine Meile zurück, wofür ein Fußbote zwei Stunden gebraucht hätte, was aus einer Glosse in einer Abschrift der Memminger Stadtchronik aus dem 17. Jahrhundert hervorgeht: Einer muste alle Stund eine Meil, das ist zwei Stund weit reiten. Die Postreiter waren zunächst in Herbergen stationiert. Es gab noch keine festen Poststationen, sodass die Posten, wie auch die Verträge mit Franz und Johann Baptista von Taxis besagten, jederzeit aufgehoben werden konnten. Eine Unterbringung der Postreiter in Herbergen geht auch aus dem Postlaufzettel von 1506 hervor, wo sich ein Postreiter beklagte, dass ihm der Wirt wegen Zahlungsrückständen das Pferd pfänden wollte.

## Nach 1550

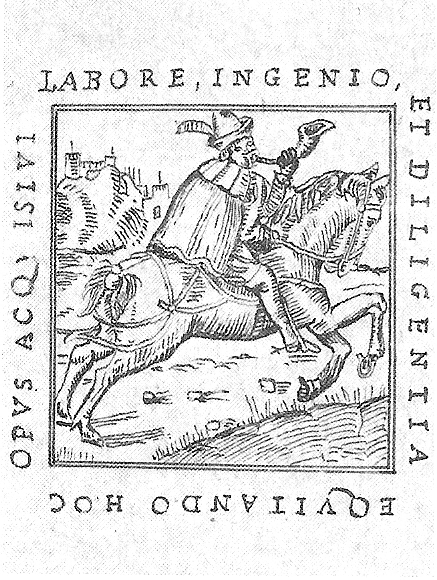
Postreiter 1563

Mit der Gründung von festen Poststationen und der Einführung der Ordinari-Post, die zu festgelegten Zeiten ritt und jedermann zugänglich war, änderte sich der Status des Postreiters. Ein aufschlussreiches Dokument dafür sind die Untersuchungen des Postraubs von 1561 (FZA PA 2347), die Christoph von Taxis auf einer Inspektionsreise von Augsburg nach Brüssel im Oktober–November 1561 unternahm. Darin bezeichnete Christoph die überfallenen Postreiter als „Postknechte“ und die befragten Posthalter als Postboten „Postpot“. Gleichzeitig ergibt sich aus diesen Dokumenten, welche Tätigkeiten die Postreiter ausübten. So wurde ein Postreiter, der einen Kurier und dessen Diener begleitete, überfallen und an einen Baumast gefesselt. Ein anderer Postreiter, der die Brüsseler ordinari-Post in einem verschlossenen Felleisen zur nächsten Poststation transportierte, wurde von Räubern überfallen, das Felleisen zertrümmert und der Inhalt ausgeraubt.

## Die Postordnung von 1596
Nach der Postordnung von 1596 war es den Postreitern gegen Strafe von 5 Gulden verboten, vom Weg abzuweichen. Dagegen durften sie aber unterwegs Post annehmen, sofern es im Postlaufzettel vermerkt wurde.
Wher mit der Ordinari oder Posten von der Post=
straßen abreidt, und andere eigenutzige Umbwegh
suecht,  fl. 5.
Falls auf der nächsten Poststation wegen der Begleitung eines Kuriers kein Postreiter anzutreffen war, sollte der Postreiter weiterreiten, bis er auf den anderen Postreiter stieß.
Wher die Ordinari oder Posten von einer Poststell
zu der andern gefuertt, und die Roß uff die
negste Post mitt einem Curier vorn auß wheren,
so soll derselb, so die Post oder ordinari fhuert,
durch und fort zu reiten schuldigh sein, biß ehr
den andren Postknecht antrifft (: doch umb
sein gepurlichs geldt, wie von alters breuchlich :)

## Spätere Belege

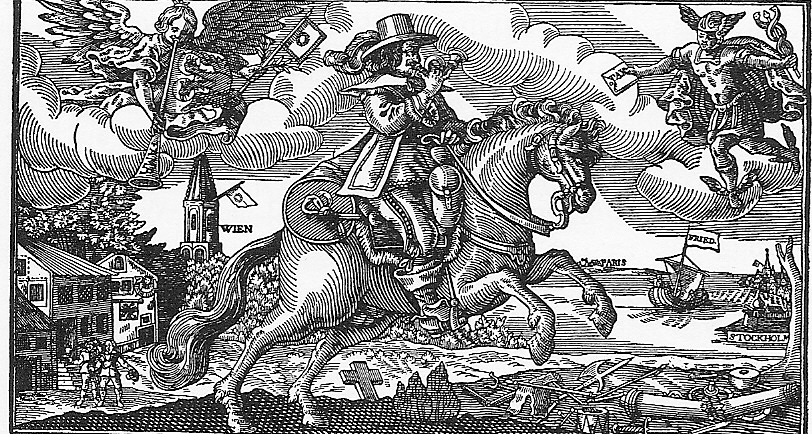
Postreiter als Botschafter vom Westfälischen Frieden 1648

Bereits in der Zeit nach dem Dreißigjährigen Krieg wurden die Postreiter auch als „Postillons“ bezeichnet. Dies geht beispielsweise aus den Trierer Stadtrentmeisterei-Rechnungen ab 1658/59 hervor, wo sowohl der für Trier zuständige Lieserer Postmeister als auch der ihm untergeordnete Postillon ein Neujahrsgeld erhielten. Nach Beendigung der französischen Besetzung 1676, als Trier ein eigenes Postamt hatte, erhielten sowohl der Trierer Postmeister als auch der ihm unterstellte „Postillon“ ein Neujahrsgeld.

## Zusammenfassung

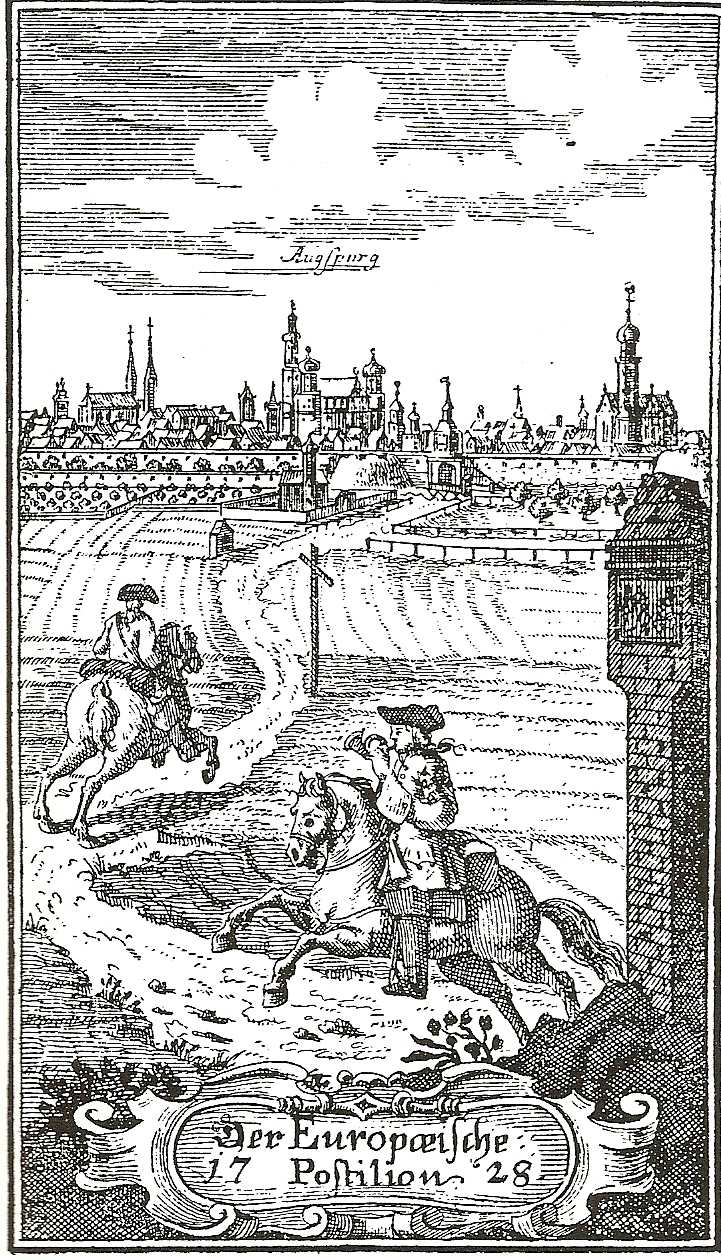
Augsburger „Postilion“ 1728

Die Bezeichnungen für einen Postreiter waren also fließend, obwohl sich nichts an ihrer Tätigkeit änderte. Während die Memminger Chronik noch von „Boten“ sprach, wurde der Begriff Postbote im 16. Jahrhundert auch für die Posthalter verwendet. Nach 1561 wurden die Postreiter als „Postknechte“, und etwa ab 1658/59 als „Postillons“ bezeichnet.